# Auguste Valensin
Auguste Valensin, né le 12 septembre 1879 à Marseille (France) et décédé le 18 décembre 1953 à Nice, était un prêtre jésuite français, professeur de philosophie, essayiste et écrivain spirituel. 
L’Académie française lui décerne le prix Montyon 1939 pour son ouvrage François.